# Christoph Erler

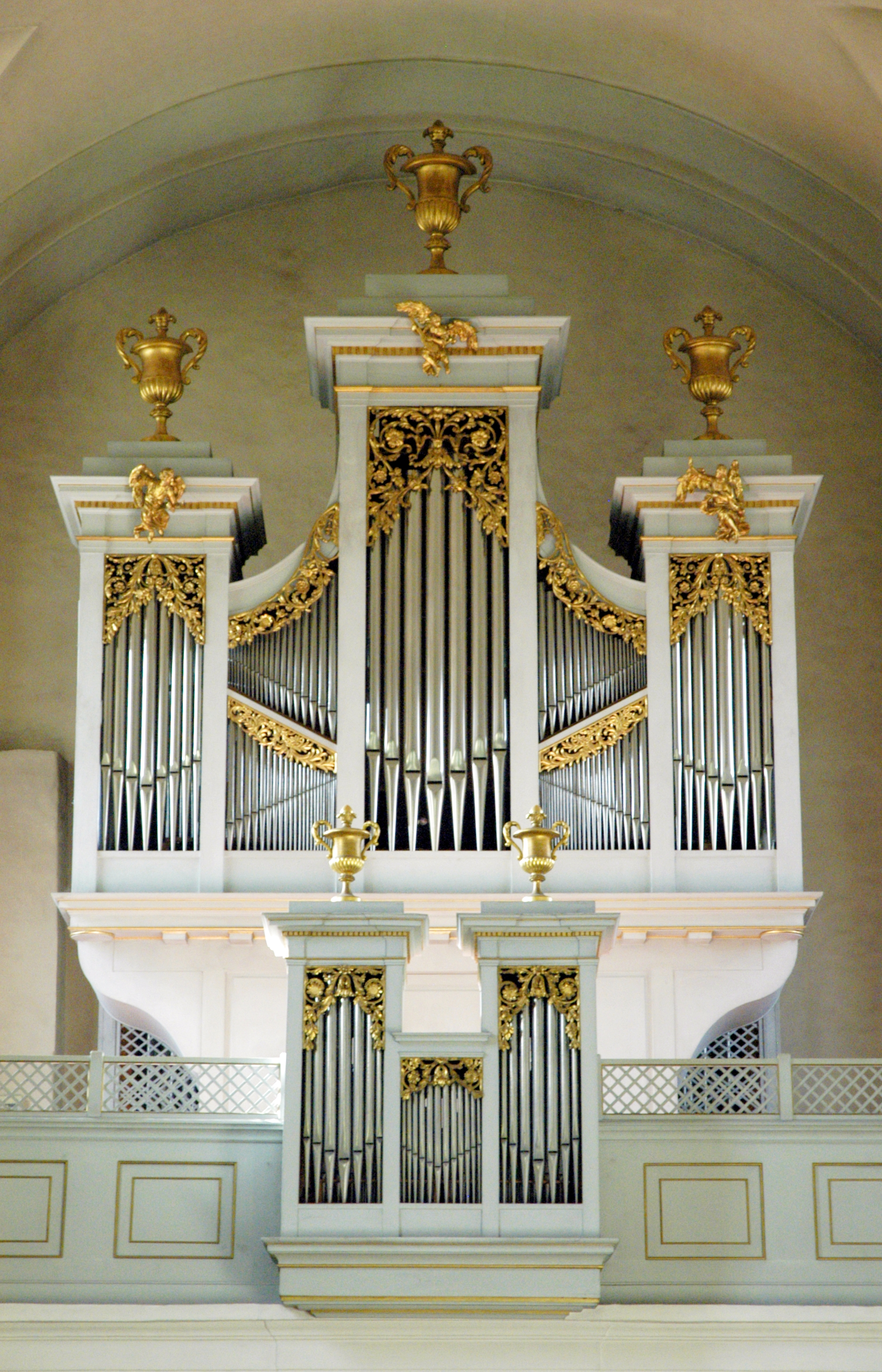
Pfarrkirche Hollabrunn, Gehäuse erhalten

Christoph Erler (* 4. Mai 1783 in Langenleuba-Niederhain in Thüringen; † 5. April 1854 in Tobitschau, heute Tovačov) war ein österreichischer Orgelbauer.

## Leben
Christoph Erler wurde im damals zum Herzogtum Sachsen-Gotha-Altenburg zugehörigen Dorf Langenleuba-Niederhain (heute Thüringen) als Sohn eines Gutspächters geboren. Er ehelichte Maria Anna Kober, die älteste Tochter des Orgelbauers Ignaz Kober, bei dem er wahrscheinlich auch das Handwerk des Orgelbaus erlernte und dessen Werkstättennachfolger er wurde. 1823 wurde er Nachfolger von Johann Wiest, Hoforgel- und Instrumentenmacher. Nach Erlers Tod übernahmen seine Söhne Ferdinand Adam (1821–1903) und Alois (ca. 1827–1895) die Werkstatt des Vaters und führten sie unter der Bezeichnung „Gebrüder Erler“ weiter.

## Orgelwerke
| Jahr      | Ort                   | Gebäude                                            | Bild | Manuale | Register | Bemerkungen                                                       |
| --------- | --------------------- | -------------------------------------------------- | ---- | ------- | -------- | ----------------------------------------------------------------- |
| 1810/20   | Heiligenkreuz NÖ      | Bernardikapelle St. Heiligenkreuz                  |      | I       | 5        |                                                                   |
| 1816      | Sulz im Wienerwald    | Pfarrkirche Sulz im Wienerwald                     |      | I/P     | 6        | [ 4 ]                                                             |
| 1822/23   | Wien                  | Hofburgkapelle                                     |      |         |          | nicht erhalten                                                    |
| 1824      | Eisenstadt            | Eisenstadt, Schlosskapelle                         |      | II/P    | 16       | [ 5 ]                                                             |
| 1824      | Altruppersdorf        | Pfarrkirche Altruppersdorf                         |      | II/P    | 14       |                                                                   |
| 1829      | Wien                  | Kapelle der Ungarischen Leibgarde, Palais Trautson |      | I/P     | 9        | ab 1857 im Kollegium Kalksburg, ab 1904 in der Canisiuskirche     |
| 1829      | Grinzing              | Pfarrkirche Grinzing                               |      | I/P     | 11       | später auf 15 Register erweitert durch Josef Ullmann              |
| 1829–1831 | Hollabrunn            | Pfarrkirche Hollabrunn                             |      | II/P    | 31       | Gehäuse erhalten, seit 1961 Orgel von Gregor Hradetzky (33/III/P) |
| 1835      | Münchendorf           | Pfarrkirche Münchendorf                            |      | I/P     | 10       | [ 7 ]                                                             |
| 1837/38   | Bad Deutsch Altenburg | Pfarrkirche Bad Deutsch-Altenburg                  |      |         |          |                                                                   |
| 1839      | Hennersdorf           | Pfarrkirche Hennersdorf                            |      |         |          |                                                                   |
| 1840      | Alland                | Pfarrkirche Alland                                 |      | I/P     | 10       | nicht erhalten, seit 1966 Orgel von Gregor Hradetzky              |
| ca. 1840  | Wiener Neustadt       | Vorstadtkirche (Wiener Neustadt)                   |      | I/P     | 10       |                                                                   |
| 1843      | Gaaden                | Pfarrkirche Gaaden                                 |      | I/P     | 10       | [ 9 ]                                                             |
| 1847      | Hadersdorf am Kamp    | Pfarrkirche Hadersdorf am Kamp                     |      | II/P    | 18       |                                                                   |
| 1848      | Bergau                | Pfarrkirche Bergau                                 |      | I/P     | 8        |                                                                   |
| ca. 1850  | Seebenstein           | Pfarrkirche Seebenstein                            |      | I/P     | 9        | [ 10 ]                                                            |
| 1851      | Bad Pirawarth         | Pfarrkirche Bad Pirawarth                          |      | II/P    | 19       | [ 11 ]                                                            |
| 1851      | Wiener Neustadt       | St. Georg                                          |      | II/P    |          | nicht erhalten; seit 1951 Orgel von Johann M. Kauffmann           |

## Orgelwerke von Alois und Ferdinand Erler
| Jahr | Ort         | Gebäude                       | Bild | Manuale | Register | Bemerkungen |
| ---- | ----------- | ----------------------------- | ---- | ------- | -------- | ----------- |
| 1857 | Alland      | Pfarrkirche Maria Raisenmarkt |      | I/P     | 8        | [ 12 ]      |
| 1859 | Sittendorf  | Pfarrkirche Sittendorf        |      | I/P     | 6        |             |
| 1861 | Bad Schönau | Pfarrkirche Bad Schönau       |      | I/P     | 7        | [ 13 ]      |
| 1865 | Heldenberg  | Pfarrkirche Glaubendorf       |      | I/P     | 8        | [ 14 ]      |